# Villa Borganäs

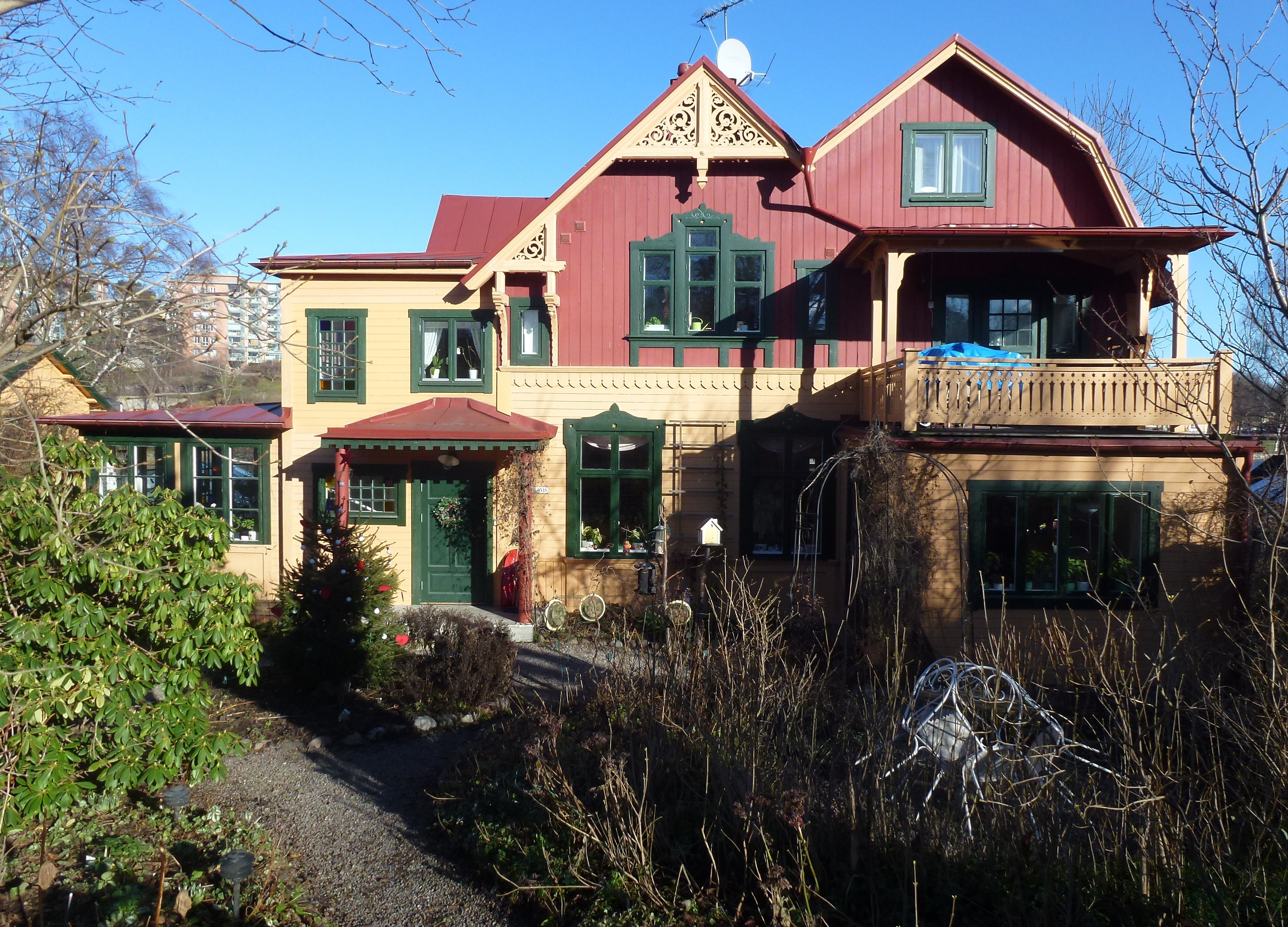
Villa Borganäs från landsvägen, 2014.

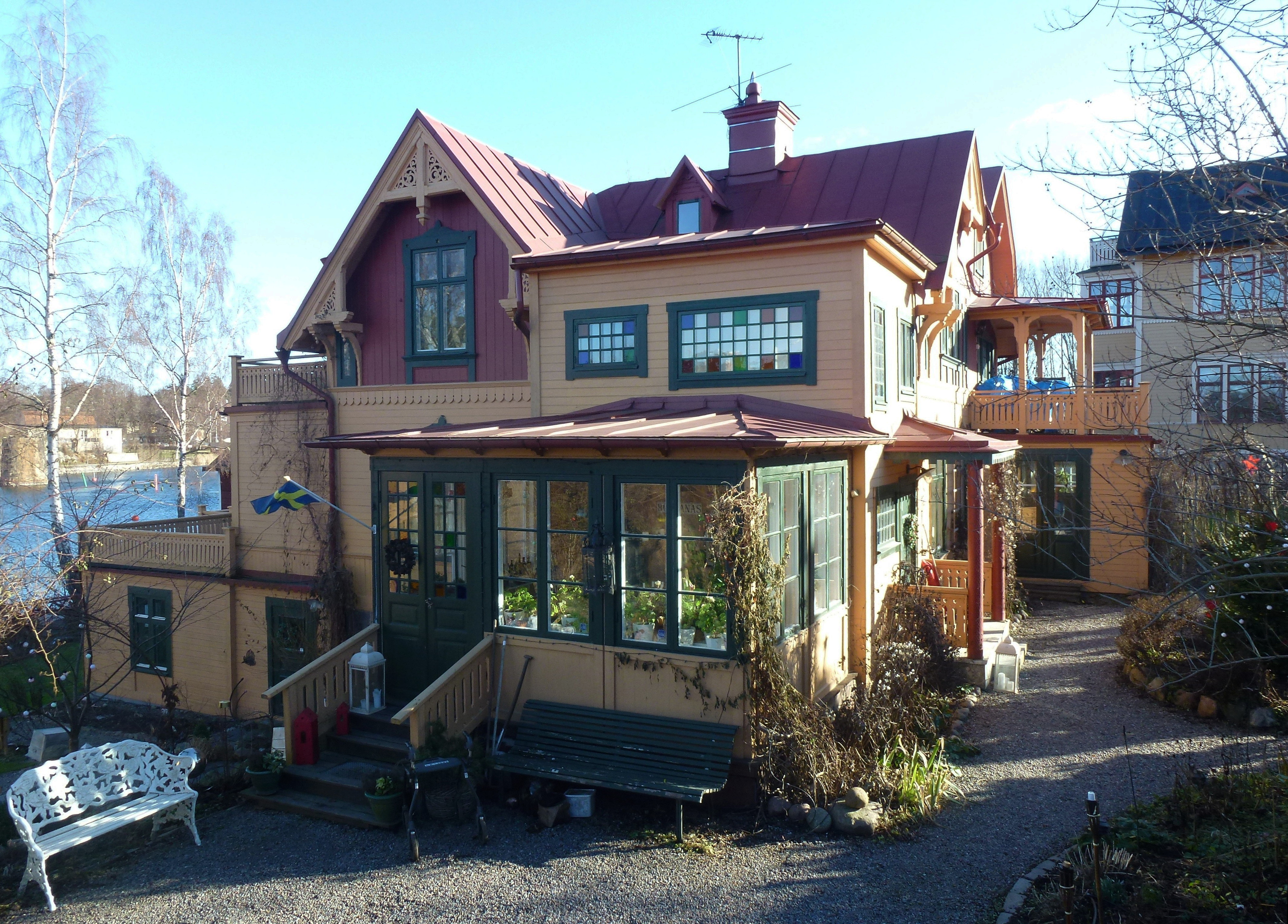
Fasad mot väst.

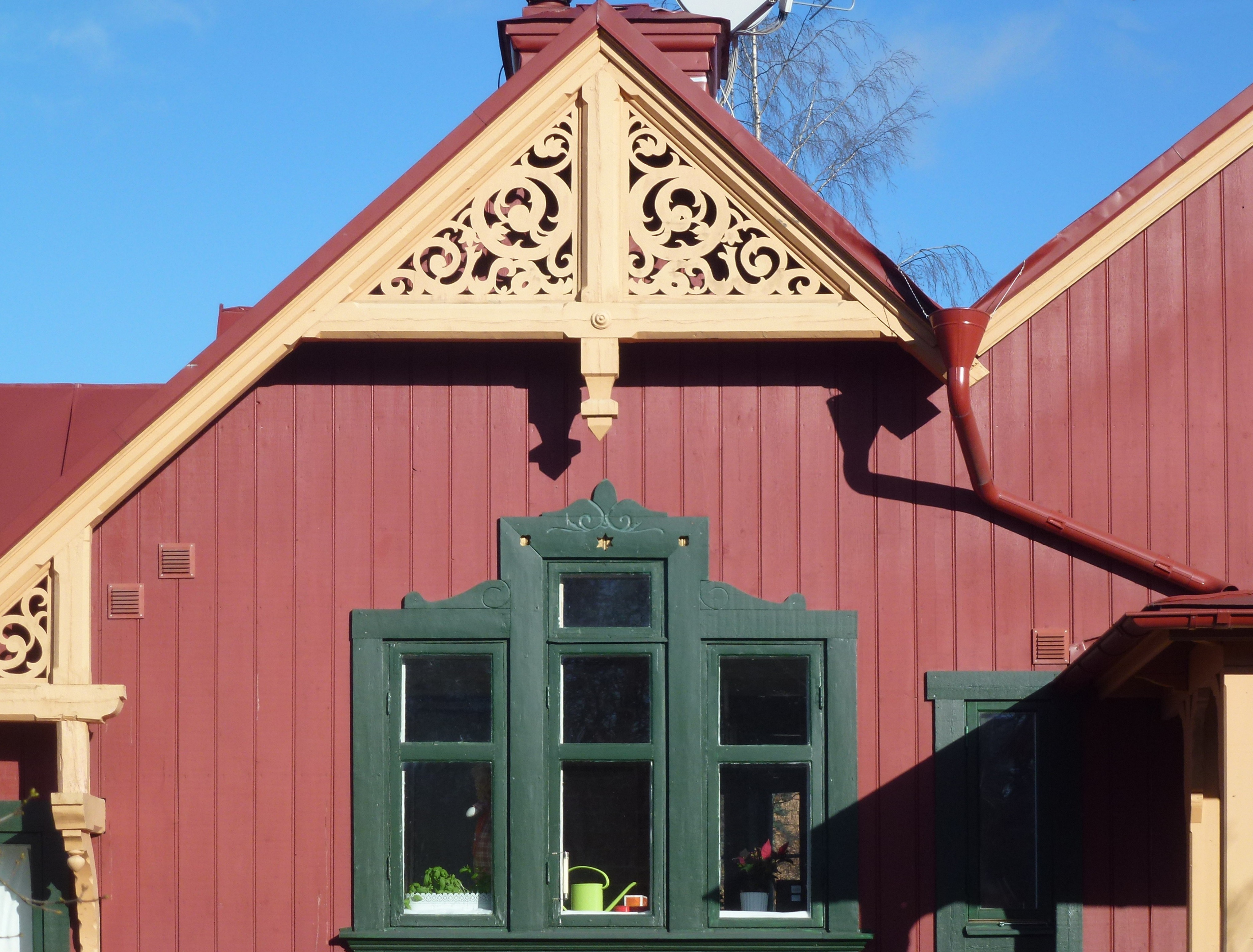
Detalj, gavelspets, äldre del.

Villa Borganäs är en kulturhistoriskt värdefull byggnad vid Alnäsvägen 5 i Stocksundstorp, stadsdelen Bergshamra inom Solna kommun. Huset ligger vid Stocksundet och uppfördes troligen 1892. Kvarteret Alnäs med fastigheterna Alnäs 1 och 2 har enligt kommunen ett omistligt kulturhistoriskt värde.

## Kvarteret Alnäs
År 1889 friköptes Stocksundstorps gård av storbyggmästaren Andreas Gustaf Sällström, som avstyckade tre tomter (nuvarande kvarteret Alnäs) belägna vid gamla landsvägen mot Roslagen och nära Stocksundsbron. Tomterna bebyggdes omkring 1892 med tre större villor. Av dessa är två bevarade (Villa Borganäs och Villa Alnäs) vid dagens Alnäsvägen 5 respektive 7. Den tredje, Villa Alhyddan (Alnäsvägen 9) har renoverats på ett okänsligt sätt under 1970-talet, och anses av kommun inte ha ett lika högt kulturhistoriskt värde. Enligt Solna kommun bildar kvarteret Alnäs en "sammanhängande och tät liten 1890-tals miljö". Bebyggelsen är "välbevarad och ursprunglig och dokumenterar på ett åskådligt sätt det sena 1800-talets byggnadskultur och bostadsskick". Kvarteret Alnäs representerar ett omistligt kulturhistoriskt värde.

## Villa Borganäs
Villa Borganäs (fastigheten Alsnäs 1) är en 1½-vånings trävilla med fasader i fältindelad pärlspontpanel och våningsavskiljande listverk. Fasaderna är rikt smyckade med lövsågerier (så kallad snickarglädje). Taken är täckta med falsad och rödmålad plåt. Mot gatan (den gamla landsvägen) märks en originell dubbelgavel som skapades vid tillbyggnaden på 1920-talet. Den nyare delen har brutet tak medan den äldre ett brant sadeltak. Gavelspetsarna och den öppna verandan åt Stocksundet är dekorerade med omsorgsfullt utarbetade konsoler. Fönstren i den äldre delen har mönstersågade och snidade foder. 
Arkitekt och byggmästare är okända, men troligen var villan redan från början avsedd som permanentbostad med flera lägenheter. Villan var i kommunens ägo sedan 1960-talet och såldes 1983 till en privatperson, som lät renovera huset 1984-1985. Då fick Villa Borganäs tillbaka sin ursprungliga färgsättning: mörkt ockragul i undervåningen, faluröd i övervåningen och kontrasterande mörkgröna foder runt dörrar och fönster. Borganäs inrymmer idag två lägenheter.